# ودکای بیکن

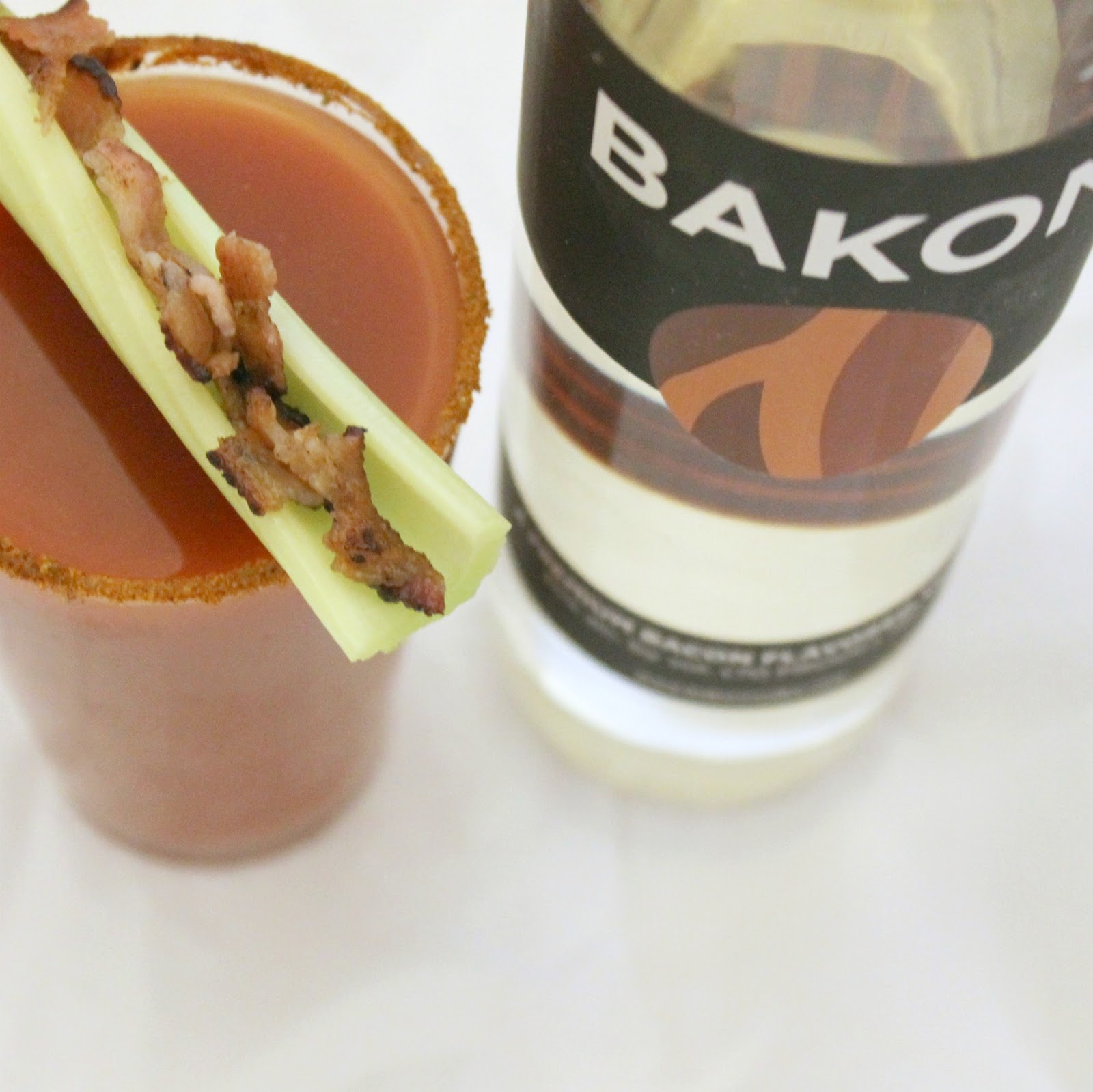
یک «بلادی مری بیکن» ساخته شده با ودکای باکون، یک ودکای تجاری با طعم بیکن.

ودکای بیکن ودکای است که با طعم بیکن و افزودن طعم خوش طعم به نوشیدنی‌های مخلوط دم کرده‌است. الکل تزریق شده را می‌توان جرعه جرعه خورد اما معمولاً در نوشیدنی‌های ترکیبی مانند بلادی مری یا مارتینی بیکن استفاده می‌شود.

## تاریخچه و در دسترس بودن تجاری
نوشیدنی‌های حاوی گوشت برای دنیای کوکتل‌ها تازگی ندارند. یکی از نمونه‌ها «شات گاو نر»، مورد علاقه ارنست همینگوی، در بار هری، در ونیز، ایتالیا، در دهه ۱۹۴۰ است. نویسندگان در قرن هفدهم به این نوع نوشیدنی‌ها اشاره کرده‌اند، از جمله جان لاک و ساموئل پپیس، که دمنوش‌های دم کردهٔ مرزه را می‌نوشتند و در مورد آن می‌نوشتند. تعداد انگشت شماری از کافه‌ها و میکسولوژیست‌ها سال‌ها است که کوکتل‌های بیکن یا سایر کوکتل‌های دم کرده گوشت درست می‌کنند، از جمله سالن دابل داون در لاس وگاس و نیویورک، که یک بیکن مارتینی و PDT (لطفا نگویید) را در نیویورک می‌سازد. شهر نیویورک، جایی که Benton's Old Fashioned در سال ۲۰۰۸ معرفی. اسمیرنوف شات‌هایی با طعم بیکن را به صورت محدود در بارها و میخانه‌ها معرفی کرد. برخلاف برخی، اینها گیاهخوار بودند. علاقه اصلی به ودکای بیکن بیشتر به دلیل علاقه فرهنگی پاپ به بیکن است که اغلب به آن شیدایی بیکن می‌گویند.
در آوریل ۲۰۰۹، Black Rock Spirits مستقر در سیاتل یک ودکای تجاری با طعم بیکن شبیه‌سازی شده به نام "Bakon Vodka" منتشر کرد. بیکن حاوی بیکن واقعی یا محصول حیوانی از هر نوع نیست و گیاهخواریی است. به دنبال این روند، شرکت تقطیر هریتیج در راسلین واشینگتن ودکای بیکن تولید کرد که مانند باکون، گیاهی است، اما به جای سیب زمینی از انگور تقطیر شده‌است.

## نسخه‌های خانگی
دمنوش‌های الکلی با طعم بیکن را می‌توان با اضافه کردن چربی بیکن مایع، هم زدن، انجماد و سپس برداشتن چربی جامد شده از روی آن تهیه کرد. این فرایند به عنوان «شستشوی چربی» شناخته می‌شود.